# Сибіряки
Сибіряки — жителі Сибіру різної етнічної приналежності та етнографічна група росіян — люди з особливими «сибірськими» рисами (характером і здоров'ям), зумовленими в основному суворим континентальним кліматом, відносною нечисленністю населення та іншими особливостями життя в цьому регіоні.
В етнографії часто під терміном розуміється найбільш раннє російське населення Сибіру — старожили (перші переселенці XVI—XVII ст.) та їхні нащадки на противагу новоселам (переселенцям другої половини ХІХ — початку XX століття). Дискусійним є питання щодо причислення до групи сибіряків інших етнографічних груп: чалдонів, кержаків, семейских, каменяри — вони також є мешканцями Сибіру і мають спільну етнічну історію.
У Словнику Даля середини XIX століття сибіряки названі «чєвошніками» через використання сибірських діалектів російської мови.
За даними російського перепису 2010 «сибіряками» себе назвали 4116 чоловік. Офіційно національності «сибіряк» не існує, але число людей, що приписали собі саме її, з часів попередньої перепису 2002 року значно зросла — тоді сибіряками себе називали лише 10 осіб.